# Hearts and Diamonds
Hearts and Diamonds er en amerikansk stumfilm fra 1914 af George D. Baker.

## Medvirkende
- John Bunny som Widower Tupper
- Flora Finch som Miss Rachel Whipple
- Ethel Lloyd
- Ethel Corcoran
- Charles Eldridge som Toper Staggs